# Lotte Kopecky
Lotte Kopecky   (Rumst, 10 de novembre de 1995) és una ciclista belga que compagina la pista i la carretera, on, actualment competeix amb l'equip SD Worx.
Ha guanyat dos campionats mundials en ruta (2023 i 2024) i sis en pista: el Campionat del món en Madison el 2017 i el 2022, la cursa de puntuació el 2021 i el 2023 i l'eliminació el 2022 i el 2023. A més, a banda de diverses altres proves, ha guanyat quatre monuments (tres cops el Tour de Flandes i un la Paris-Roubaix), dues etapes al Giro d'Itàlia i una al Tour de França (i la classificació dels punts a les dues proves) i la medalla de bronze en ruta als Jocs Olímpics de París.

## Palmarès en pista
- 2010
  -  Campiona de Bèlgica en Persecució (categoria novells)
- 2013
  -  Campiona d'Europa júnior en Persecució
  -  Campiona d'Europa júnior en Puntuació
  -  3a en persecució per equips als Campionats d'Europa de ciclisme en pista júnior
- 2014
  -  Campiona de Bèlgica en Persecució
  - 3 dies d'Aigle:
    - 1a en persecució individual
    - 1a en Scratch

  - 1a en persecució individual al Meeting Belga de Nadal
  -  3a en persecució individual als Campionats d'Europa de ciclisme en pista sub-23
- 2015
  -  Campiona de Bèlgica en Persecució
  - 1a en persecució individual als 3 dies d'Aigle
  -  2a en Scratch a la prova celebrada a Cali de la Copa del Món de ciclisme en pista de 2015-2016
- 2016
  -  Campiona d'Europa de Madison (amb Jolien D'Hoore)
  -  Campiona d'Europa sub-23 en Puntuació
  -  Campiona d'Europa sub-23 en Òmnium
  -  Campiona de Bèlgica en Òmnium
  - Campiona d'òmnium als Sis dies de Gant
  - Campiona en puntuació al Gran Premi de Polònia
  -  2a en òmnium a la prova de Glasgow de la Copa del Món de ciclisme en pista de 2016-2017
  -  3a en Òmnium als Campionats d'Europa
- 2017
  -  Campiona del món en Madison (amb Jolien D'Hoore)
  -  Campiona de Bèlgica en Òmnium
  -  Campiona de Bèlgica en Puntuació
  -  Campiona de Bèlgica en Scratch
  - Copa del Món de ciclisme en pista de 2016-2017
 Campiona de la general en Òmnium
 1a en Òmnium a Cali
2a de la general de puntuació
  - Copa del Món de ciclisme en pista de 2017-2018
 1a en Puntuació a Pruszków
 1a en Madison a Pruszków
  - Campiona en Madison al Belgian International Track Meeting
- 2018
  - Belgian International Track Meeting
Campiona en Madison
Campiona en Òmnium
  - Copa del Món de ciclisme en pista de 2018-2019
 3a Berlín en Madison
 3a Londres en Madison
- 2019
  - Copa del Món de ciclisme en pista de 2018-2019
 1a en Madison a Cambridge
 2a en Madison a Hong Kong
- 2021
  - Campionat del món de ciclisme en pista de 2021
 Campiona en puntuació
 2a en eliminació
 2a en òmnium
- 2022
  - Campionat del món de ciclisme en pista de 2022
 Campiona en madison (amb Shary Bossuyt)
 Campiona en eliminació
- 2023
  - Campionat del món de ciclisme en pista de 2023
 Campiona en puntuació
 Campiona en eliminació
  - Campionats belgues
 Campiona en persecució individual
 Campiona en puntuació
 Campiona en òmnium
 Campiona en eliminació
 Campiona en madison (amb Shary Bossuyt)
  - Campionat Europeu de Ciclisme en Pista
 Campiona en eliminació
 3a en òmnium

## Palmarès en ruta
| - 2010 - Campiona de Bèlgica en contrarellotge (categoria novells) - Campiona en contrarellotge del campionat per a novells d'Anvers - 2011 - Campiona de Bèlgica en contrarellotge (categoria novells) - Campiona en contrarellotge del campionat per a novells d'Anvers - 2012 - Campiona de Bèlgica júnior en contrarellotge - 2a de Bèlgica junior en línia - 2014 - Campiona de Bèlgica sub-23 en ruta - Campiona de Bèlgica sub-23 en contrarellotge - 2015 - Campiona de Bèlgica sub-23 en ruta - 2016 - Campiona de Bèlgica sub-23 en ruta - Campiona de Bèlgica sub-23 en contrarellotge - 1a al Trofeu Maarten Wynants - 2017 - Campiona de Bèlgica sub-23 en ruta - Campiona de Bèlgica sub-23 en contrarellotge - 2018 - Vencedora d'una etapa a la Volta a Bèlgica - 2019 - Campiona de Bèlgica en contrarellotge - 1a a la Volta a la Comunitat Valenciana - 1a a la MerXem Classic - 2020 - Campiona de Bèlgica en ruta - Campiona de Bèlgica en contrarellotge - Vencedora d'una etapa al Giro d'Itàlia - 2021 - Campiona de Bèlgica en ruta - Campiona de Bèlgica en contrarellotge - 1a a la Volta a Bèlgica i vencedora d'una etapa - Vencedora d'una etapa a La Madrid Challenge by La Vuelta - 1a a la Le Samyn des Dames - Vencedora d'una etapa a la Volta a Turíngia | - 2022 - Campiona de Bèlgica en contrarellotge - 1a a la Strade Bianche - 1a al Tour de Flandes - Vencedora d'una etapa a la Volta a Burgos femenina - 2023 - Campiona del Món de ciclisme en ruta - Campiona de Bèlgica en ruta - Campiona de Bèlgica en contrarellotge - 1a a l'Omloop Het Nieuwsblad - 1a a la Nokere Koerse - 1a al Tour de Flandes - 1a a la Veenendaal-Veenendaal Classic - 1a a la Volta a Turíngia i vencedora d'una etapa - 1a a la Dwars door het Hageland - Vencedora d'una etapa al Tour de France Femmes i del maillot de la regularitat - 1a a la Simac Ladies Tour i vencedora de dues etapes - 2024 - Campiona del Món de ciclisme en ruta - Campiona del Món de ciclisme en contrarellotge - Medalla de bronze en ruta als Jocs Olímpics - Campiona d'Europa en contrarellotge - Campiona de Bèlgica en ruta - Campiona de Bèlgica en contrarellotge - 1a a l'UAE Tour i vencedora d'una etapa - 1a a la Strade Bianche - 1a a la Nokere Koerse - 1a a la Paris-Roubaix Femmes - 1a a la The Women's Tour i vencedora de dues etapes - Vencedora d'una etapa al Giro d'Itàlia femení i del mallot per punts - 1a al Tour de Romandia i vencedora d'una etapa - 1a a la Simac Ladies Tour i vencedora d'una etapa - 2025 - Campiona de Bèlgica en contrarellotge - 1a al Tour de Flandes |

### Resultats a les Grans Voltes

#### Giro d'Itàlia
- 2019: 86a posició
- 2020: abandona a la 8a etapa, vencedora de la 7a etapa
- 2022: 42a posició
- 2024: 2a posició, vencedora de la 5a etapa i vencedora de la classificació per punts
- 2025: no surt a la 6a etapa

#### Tour de France
- 2022: 38a posició
- 2023: 2a posició, vencedora de la 1a etapa,  vencedora de la classificació per punts i portadora del mallot groc 6 etapes
- 2025: 45a posició